# Fimbristylis nagpurensis
Fimbristylis nagpurensis là loài thực vật có hoa trong họ Cói. Loài này được V.P.Prasad & N.P.Singh mô tả khoa học đầu tiên năm 1997 publ. 1998.